# Belgrade Beer Fest
Beogradski Beer Fest jedan je od mnogobrojnih glazbenih festivala koji se svake godine održavaju u Srbiji. S prosječnim brojem od oko 500.000 posjetitelja, predstavlja najveći pivski festival u jugoistočnoj Europi.
Održava se na jednoj pozornici (2007. godine postojao je i odvojeni "DJ stage") i traje 5 dana. Održava se svake godine sredinom ili krajem kolovoza. S izuzetkom jednog dana 2014. godine, ulaz na festival je besplatan.
Prvih nekoliko godina (od 2003. do 2007. godine), Beer Fest održavao se na Kalemegdanskoj tvrđavi, od 2008. godine festival se održava na "Ušću" (prostor nedaleko od ušća Save u Dunav).
Pored glazbenog programa, na festivalu se održavaju i natjecanja u brzom ispijanju piva, športska natjecanja, držanje krigli, miss mokre majice, potraga za blagom kao i nagradne igre na štandovima.

## Dosadašnji festivali
| godina | nadnevci održavanja | mjesto                  | izvođači |
| ------ | ------------------- | ----------------------- | --- |
| 2003.  | 21. – 24. kolovoza  | Kalemegdan - Donji grad | Psihomodo pop, Hladno pivo, Neno Belan & Fiumens |
| 2004.  | 19. – 22. kolovoza  | Kalemegdan - Donji grad | Negative, Hladno pivo, E-Play, Van Gogh, Marko Nastić |
| 2005.  | 17. – 21. kolovoza  | Kalemegdan - Donji grad | Prljavi inspektor Blaža i Kljunovi, Van Gogh, Ljubiša Stojanović Luis, Đorđe David, Tanja Jovićević, Darko Rundek, Delča i Sklekovi, Sunshine, Orthodox Celts, Del Arno Band |
| 2006.  | 16. – 20. kolovoza  | Kalemegdan - Donji grad | Zvonko Bogdan, Plava trava zaborava, 357, Eyesburn, Atomsko sklonište, Orthodox Celts, Omar Naber, Damir Urban, Van Gogh, Električni orgazam, Ljubiša Stojanović Luis, Đorđe David, Superhiks, Rambo Amadeus, Zabranjeno pušenje, Kevin Saunderson |
| 2007.  | 15. – 19. kolovoza  | Kalemegdan - Donji grad | Prljavi inspektor Blaža i Kljunovi, Neno Belan & Fiumens, Ljubiša Stojanović Luis, Gramophonedzie, Osmi putnik, Dan D, YU grupa, Vlatko Stefanovski, Vatreni poljubac, Deca loših muzičara, Kristali, Psihomodo pop, Foltin, E-Play, Elvis Jackson, Del Arno Band, Orthodox Celts, Bad Copy, Elvis J. Kurtović, Emir & Frozen Camels, Van Gogh, Dejan Milićević, Marko Nastić                                                                                  |
| 2008.  | 20. – 24. kolovoza  | Ušće                    | KUD Idijoti, Dragoljub Đuričić, Prljavi inspektor Blaža i Kljunovi, Ljubiša Stojanović Luis, Big Foot Mama, Kanda, Kodža i Nebojša, Generacija 5, Film, Dubioza kolektiv, Atomsko sklonište, Block Out, Galija, Kiril Džajkovski, Cedric Gervais, Timo Maas, Atheist Rap, Dado Topić, Orthodox Celts, Darkwood Dub, Sunshine, Oružjem protivu otmičara, Nervozni poštar, Van Gogh                                                                              |
| 2009.  | 12. – 16. kolovoza  | Ušće                    | Zvonko Bogdan, Wickeda, Laibach, Stereo MCs, Strip, Divlje jagode, Darko Rundek, Rambo Amadeus, LMT Connection, Letu štuke, Esma Redžepova, Vatra, Aleksandra Pileva, Psihomodo pop, Orthodox Celts, Shapeshifters, Martijn ten Velden, Toni Kitanovski, Let 3, Emir & Frozen Camels, Valentino, Vlatko Stefanovski, Kiki Lesendrić |
| 2010.  | 18. – 20. kolovoza  | Ušće                    | Ana Popović, Partibrejkers, Kiril Džajkovski, Gramophonedzie, Benny Benassi, Legende, Jurica Pađen, Riblja čorba, Prljavi inspektor Blaža i Kljunovi, S.A.R.S., Pankrti, Bajaga i instruktori, Del Arno Band, Skroz, Siddharta, Sunshine, YU grupa, Orthodox Celts, Ljubiša Stojanović Luis, Biljana Krstić, Dejan Cukić, Neno Belan & Fiumens, Van Gogh |
| 2011.  | 17. – 21. kolovoza  | Ušće                    | Vasil Hadžimanov, Elvis J. Kurtović, maNga, Negative, Riblja čorba, Marky Ramone, Zvonko Bogdan, Sevdah Baby, Magnifico, Goblini, Orthodox Celts, Garavi sokak, S.A.R.S., Dubioza kolektiv, Kerber, Atomsko sklonište, Pips, Chips & Videoclips, Zemlja gruva, Jura Stublić i Film, Uli Jon Roth, Boris Leiner, Dejan Petrović, Emir & Frozen Camels, Svi Na Pod!, Lollobrigida, Sanja Ilić & Balkanika, Kiki Lesendrić i Piloti                               |
| 2012.  | 14. – 19. kolovoza  | Ušće                    | Toni Montano, Viva Vox, Kiki Lesendrić i Piloti, Električni orgazam, Obojeni program, Hladno pivo, Vlatko Stefanovski, Rambo Amadeus, Ritam nereda, Zoran Predin, Galija, Dado Topić, Psihomodo pop, Pekinška patka, Biljana Krstić, Plavi orkestar, YU grupa, Zabranjeno pušenje, Prljavi inspektor Blaža i Kljunovi, Dejan Petrović, Love Hunters, Crvena jabuka, Siddharta, Orthodox Celts, Kiril Džajkovski, Pete Tong, Valentino, Partibrejkers, Van Gogh |
| 2013.  | 14. – 19. kolovoza  | Ušće                    | Zvonko Bogdan, Massimo Savić, Atomsko sklonište, Rambo Amadeus, Bad Copy, Sunshine, Osmi putnik, Riblja čorba, Feud, Alen Islamović, Generacija 5, Bjesovi, Kerber, Babe, Dubioza kolektiv, Shapeshifters, E-Play, Bajaga i instruktori, Deca loših muzičara, Orthodox Celts, Boban Marković, Legende, Boney M, Dejan Cukić, Partibrejkers, Block Out, Moussa Clarke                                                                                           |
| 2014.  | 13. – 17. kolovoza  | Ušće                    | Love Hunters, Parni valjak, Cee Lo Green, Felix Da Housecat, Garavi sokak, Bajaga i instruktori, Bad Copy, Sanja Ilić, Plavi orkestar, Atheist Rap, Goblini, Darren Emerson, Kanda, Kodža i Nebojša, Hladno pivo, Prljavi inspektor Blaža i Kljunovi, Edo Maajka, Orthodox Celts, Dejan Petrović, Biljana Krstić, Van Gogh, YU grupa, Darkwood Dub, S.A.R.S.                                                                                                   |
| 2015.  | 19. – 24. kolovoza  | Ušće                    | Nikola Vranjković, Neno Belan & Fiumens, Riblja čorba, Roger Sanchez, Who See, Darko Rundek, Bad Copy, Babe, Ničim izazvan, Legende, Kristali, Kerber, Samostalni referenti, Brkovi, Vampiri, Galija, Kraak & Smaak, Orthodox Celts, Davorin i Bogovići, Dejan Petrović, Artan Lili, Pips, Chips & Videoclips, Neverne bebe, Kiki Lesendrić i Piloti, Sandy Rivera, Zemlja gruva, Valentino, Vlado Georgiev, YU grupa                                          |
| 2016.  | 17. – 21. kolovoza  | Ušće                    | Viva Vox, Rudimental, Elemental, Let 3, Zvonko Bogdan, Bajaga i instruktori, Kolja i Grobovlasnici, YU grupa, Mostar Sevdah Reunion, Dubioza kolektiv, Sunshine, Who See, Orthodox Celts, Irie FM, Biljana Krstić, S.A.R.S., Vatreni poljubac, Vlatko Stefanovski, Bane Lalić & MVP, Massimo Savić, Sajsi MC, Psihomodo pop, Ritam nereda |
| 2017.  | 16. – 20. kolovoza  | Ušće                    | Death Saw, Van Gogh, Stereo Banana, Asian Dub Foundation, Galija, Mortal Kombat, Riblja čorba, Direktori, Samostalni referenti, Stereo MCs, Hladno pivo, Zabranjeno pušenje, Brkovi, Djaikovski, Orthodox Celts, Ničim izazvan, Darko Rundek, Goblini, S.A.R.S., Kerber, Atheist Rap, Del Arno Band, Dejan Petrović, Magnifico, Kal |

## Problemi i prijepori
Godine 2004. festival bilo je planirano da traje četiri dana, ali su zbog nevremena i rušenja konstrukcije pozornice, otkazani glazbeni nastupi trećeg i četvrtog dana
Posljednjeg dana festivala 2007. godine zbila se nesreća u kojoj je jedna osoba upala u kavez s medvjedima i poginula (pošto se u sklopu kompleksa Kalemegdanske tvrđave nalazi i beogradski zoološki vrt). To je pokrenulo lavinu prosvjeda i peticija za ukidanjem Beer Fest-a, a rješenje ovoga bilo je preseljenje festivala s tvrđave na Ušće.
Tijekom Beer Fest-a 2011. godine 10-ero posjetitelja festivala izbodeno je nožem.

## Vanjske poveznice
- Službene stranice festivala